# Classic Brugge-De Panne femminile 2023
La Classic Brugge-De Panne femminile 2023, sesta edizione della corsa, valida come prova di classe 1.WWT dell'UCI Women's World Tour 2023 categoria 1.WWT, si svolse il 23 marzo 2023 su un percorso di 163,1 km, con partenza da Bruges e arrivo a De Panne, in Belgio. La vittoria andò alla britannica Pfeiffer Georgi, la quale completò il percorso in 4h17'12", alla media di 38,048 km/h, precedendo l'italiana Elisa Balsamo e l'olandese Lorena Wiebes.
Sul traguardo di De Panne 89 cicliste, delle 117 partite da Bruges, portarono a termine la competizione.

## Squadre e corridori partecipanti
| N.      | Cod. | Squadra                    |
| ------- | ---- | -------------------------- |
| 1-5     | TFS  | Trek-Segafredo             |
| 11-15   | SDW  | Team SD Worx               |
| 21-26   | UAD  | UAE Team ADQ               |
| 31-36   | HPW  | Human Powered Health       |
| 41-46   | JAY  | Team Jayco AlUla           |
| 52-56   | CSR  | Canyon-SRAM Racing         |
| 61-66   | FED  | Fenix-Deceuninck           |
| 71-76   | CGS  | Israel Premier Tech Roland |
| 81-86   | MOV  | Movistar Team Women        |
| 91-96   | LIV  | Liv Racing TeqFind         |
| 101-106 | DSM  | Team DSM                   |

| N.      | Cod. | Squadra                         |
| ------- | ---- | ------------------------------- |
| 111-116 | FDJ  | FDJ-Suez                        |
| 121-126 | UXT  | Uno-X Pro Cycling Team          |
| 131-136 | WNT  | Ceratizit-WNT Pro Cycling       |
| 142-146 | AGS  | AG Insurance-Soudal Quick-Step  |
| 151-156 | LDL  | Lotto Dstny Ladies              |
| 161-166 | DCH  | Duolar-Chevalmeire Cycling Team |
| 171-176 | DRP  | Lifeplus Wahoo                  |
| 181-186 | PHV  | Parkhotel Valkenburg            |
| 191-196 | PRO  | Proximus-Alphamotorhomes-Doltc. |
| 201-206 | HPU  | Team Coop-Hitec Products        |

## Ordine d'arrivo (Top 10)
| Pos. | Corridore               | Squadra | Tempo    |
| ---- | ----------------------- | ------- | -------- |
| 1    | Pfeiffer Georgi         | DSM     | 4h17'12" |
| 2    | Elisa Balsamo           | Trek    | a 1'10"  |
| 3    | Lorena Wiebes           | SD Worx | s.t.     |
| 4    | Megan Jastrab           | DSM     | s.t.     |
| 5    | Shari Bossuyt           | Canyon  | s.t.     |
| 6    | Amalie Dideriksen       | Uno-X   | s.t.     |
| 7    | Maike van der Duin      | Canyon  | a 1'38"  |
| 8    | Christina Schweinberger | Fenix   | a 1'39"  |
| 9    | Chiara Consonni         | UAE     | a 4'14"  |
| 10   | Ilaria Sanguineti       | Trek    | s.t.     |